# Canadiens français
Ne doit pas être confondu avec Québécois, Québécois (peuple), Canadiens francophones ou Le Canada français.
 (février 2020).
L'expression Canadiens français (en anglais : French Canadians) (adjectif canadien-français) ou Franco-Canadiens,,,, (en anglais : Franco-Canadians) désigne les citoyens canadiens d'ascendance et de langue françaises. De 1763 au milieu du XXe siècle, les Canadiens français forment une population,, aspirant à une plus grande émancipation et reconnaissance de la part du gouvernement fédéral canadien. La Chambre des communes du Canada et l'Assemblée nationale du Québec reconnaissent comme une nation les Québécois qui habitent le Québec, seule province du Canada où les Canadiens d'origine française sont majoritaires. Aujourd'hui, les Canadiens français sont plutôt considérés comme une origine ethnique dont les ancêtres ont fondé le Canada de la Nouvelle-France (appelé aussi Canada,,) aux XVIIe et XVIIIe siècles. Avec les Acadiens, Brayons, Cadiens et Métis, ils composent la francophonie nord-américaine issue  de l'Amérique française,,,. Les Canadiens français comptent parmi les nations fondatrices de la Confédération canadienne et représentent l'un des grands groupes ethniques du Canada avec les Premières Nations et les Canadiens anglais. Ils constituent toujours la population majoritaire au Québec.
Depuis 1969, et l'adoption de la Loi sur les langues officielles, le terme « Canadiens français » laisse place à « Canadiens francophones ». Au Québec, c'est plutôt à la faveur du développement du nationalisme québécois et du mouvement pour l'indépendance du Québec centrés sur une identification exclusive à un État québécois, que le terme « Québécois » remplace celui de « Canadiens français ».

## Ethnonymie
Formé de l'ethnonyme « Canadiens » qui désigna, à partir des explorations de Jacques Cartier certaines Premières Nations de la vallée du Saint-Laurent (en concurrence avec l'ethnonyme « Canadois ») et du nom « Français » désignant les sujets du royaume de France, le vocable « Canadiens français » apparaît au tournant du XVIIIe siècle pour identifier les Français nés dans la colonie du Canada. Faisant suite à l'expression « François-Canadois », il fut utilisé tout comme « Français du Canada », « Français-Canadiens » ou le plus souvent « Canadiens» jusqu'à la fin de la Nouvelle-France.
Si le vocable « Canadiens » fut généralement préféré par les Canadiens français pour évoquer entre eux leur réalité nationale, l'expression Canadiens français s'impose rapidement à l'écrit, puis de manière générale, avec la mise en minorité progressive des Canadiens français au Canada durant le XIXe siècle de même que l'émergence et l'affirmation toujours plus grande d'un nationalisme étatique canadien à la suite de la création de la fédération canadienne. Dans la seconde moitié du XIXe siècle apparait également l'expression populaire « Canayens » pour désigner les Canadiens français. On situe généralement à l'époque de la Première Guerre mondiale, l'appropriation par les populations d'origine anglo-saxonne d'une identité canadienne étendue « d'un océan à l'autre ». L'appellation de « Canadiens français » dominera ainsi jusqu'aux années 1970.
Le peuplement canadien-français, d'abord localisé dans la vallée du Saint-Laurent (aujourd'hui au Québec), s'étendit dès la Nouvelle-France à l'intérieur du continent, notamment au pourtour des Grands Lacs. Au XIXe siècle, cette expansion atteint l'Ouest américain et l'Ouest canadien, de même que plusieurs États de Nouvelle-Angleterre où les Canadiens français prennent le nom de « Franco-Américains ». La diaspora canadienne-française couvre ainsi l'ensemble de l'Amérique du Nord. Notons que les Acadiens et les Métis ont parfois été englobés dans la dénomination « Canadiens français » prise dans son acception nationale la plus large.

### Orthographe
L'orthographe de l'expression « Canadiens français » a varié dans le temps, tant du fait d'une certaine liberté orthographique admise avant le XIXe siècle que par la suite de choix étymologiques, non exempts de considérations politiques ou idéologiques. Dans son sens premier de « Français du Canada », l'expression commandait des majuscules étant simplement la combinaison des deux substantifs « Canadiens » et « Français » qu'on reliait ou non d'un trait d'union (Canadiens-Français). Vers la fin du XIXe siècle, avec le développement d'un nationalisme pancanadien, notamment chez les intellectuels libéraux, on voit apparaître la forme « Canadiens français » pour exprimer moins une nationalité qu'un simple qualificatif de culture. Cette forme orthographique sera normalisée vers l'époque de la Première Guerre mondiale jusqu'à ce qu'on lui préfère dans les années 1970 le qualificatif « francophones » afin de marquer une préférence linguistique propre à certains citoyens canadiens.

## Caractéristiques nationales
Si on dénote dès l'époque du Canada de la Nouvelle-France un caractère singulier qui distingue les Canadiens français des Français métropolitains, cela relève davantage d'un régionalisme. Le Canada français est une province de France au même titre que l'Alsace ou la Bretagne. Il aura fallu le choc de l'abandon du pays par la France à la Grande-Bretagne pour que naisse la nation canadienne-française. Cette cession, survenue à la suite de la signature du traité de Paris de 1763, pose en effet problème. Les Canadiens français sont catholiques alors que l'Empire britannique proscrit le catholicisme. Or, par volonté de Louis XV, un article spécifique du traité leur garantit la libre pratique de leur religion.
La religion catholique est ainsi, d'un point de vue légal, le premier des éléments positifs qui définissent la nationalité canadienne-française et qui assurent son droit à l'existence. Les institutions canadiennes-françaises qui seront fondées au cours des siècles suivants seront ainsi pour la plupart de confession catholique.
Le deuxième élément reconnu par la couronne britannique sera le maintien du droit civil français par l'Acte de Québec de 1774. Tous les aspects légaux entourant notamment la famille, la propriété et le travail pourront continuer d'être réglementés dans la « Province of Quebec » selon la tradition civiliste propre aux Canadiens français.
Simultanément à la reconnaissance du droit français, le pouvoir britannique reconnaît aussi le statut officiel de la langue française qui constitue un troisième élément positif de la nationalité canadienne-française. Ce statut sera d'ailleurs confirmé en 1793 par l'Assemblée législative du Bas-Canada, puis par le Parlement du Canada-Uni et par l'Acte de l'Amérique du Nord britannique de 1867.
Quatrième élément, un ensemble de référents socioculturels transmis par la famille et par l'école, notamment une histoire et une culture française enrichies des savoirs et des pratiques hérités d'un enracinement en sol canadien depuis 1534.
Enfin, la connaissance intime d'un territoire où ces éléments positifs ont pu se déployer dans leur plénitude par une mise en valeur séculaire, un territoire successivement appelé Canada, Province of Quebec, Bas-Canada, Canada-Est, puis Province de/du Québec et qui est considéré, du moins jusqu'aux années 1970, patrie des Canadiens français.

## Histoire

### Nouvelle-France (1534-1763)
L'histoire des Canadiens français et du Canada français débute avec les voyages de Jacques Cartier (1534-1542) au cours desquels l'explorateur reconnait un territoire qu'il nomme Canada et qu'il place sous juridiction du roi de France. La colonie de Cap-Rouge (appelé Charlesbourg-Royal, puis France-Roy) fondée à l'occasion du troisième voyage de Cartier et qui abrita plusieurs centaines de colons entre août 1541 et juillet 1543 constitue ainsi une première tentative de peuplement français au Canada.
La mort de François Ier, commanditaire de Cartier, puis les Guerres de religion qui divisent la France jusqu'à la fin du XVIe siècle, détournent les mouvements de colonisation française du Canada. Seuls les pêcheurs, basques et bretons notamment, ainsi que les marchands de fourrures continuèrent à remonter le Saint-Laurent.
Si en 1600, un premier poste de traite permanent est établi à Tadoussac par François Dupont-Gravé et Pierre de Chauvin, il faut attendre la fondation de Québec en 1608 par Samuel de Champlain pour qu'une nouvelle colonie de peuplement puisse être établie au Canada français. Rappelons que l'histoire du peuplement de l'Acadie débute en 1604 avec la fondation d'une colonie sur l'île Sainte-Croix.
Le peuplement du Canada français connaît des débuts très lents. D'une part, la mort d'Henri IV en 1610 et la minorité de Louis XIII ne favorisent pas une intervention directe du pouvoir royal, et d'autre part, l'acclimatation assez rude, l'insécurité face à la menace iroquoise et l'opposition profonde qui existe entre un commerce des fourrures lucratif et une colonisation agricole qui demande de coûteux investissements, constituent les principaux obstacles au développement de la colonie. Une première famille, celle de Louis Hébert et de Marie Rollet, s'établit tout de même à Québec en 1617.
En 1627, on établit la Compagnie des Cent-Associés qui devait assurer sur 15 ans l'établissement de 4000 colons. Malheureusement, la flotte de 1628 avec 300 colons à son bord devait être capturée par les frères Kirk, des marchands rivaux à la solde de l'Angleterre en guerre contre la France depuis 1627. Québec, sans ressources, doit capituler en 1629 alors même qu'un traité de paix est signé entre les belligérants. Québec ne sera rendu à la Couronne française qu'en 1632. La Compagnie des Cent-Associés est ruinée et le retour des autorités coloniales n'y peuvent guère rien y changer. La population se limitera encore pour dix ans à quelques centaines d'individus.
Néanmoins, l'expansion territoriale reprend. Champlain charge le Sieur de Laviolette d'établir un fortin plus haut sur le cours du Saint-Laurent à l'embouchure du Saint-Maurice marquant ainsi les débuts des Trois-Rivières en 1634. Cette fondation rapproche les Français de leurs alliés amérindiens dans la lutte qui les opposent aux Iroquois. Une guerre qui s'intensifiera au tournant des années 1640. Sous l'impulsion de la Société de Notre-Dame de Montréal pour la conversion des Sauvages de la Nouvelle-France, un poste est fondé sur l'île de Montréal en 1642. Pendant près de 20 ans, et surtout après la destruction de la Huronie en 1649-50, les premiers montréalais -les Montréalistes- vivront dans des conditions précaires, en butte aux expéditions punitives iroquoises. Cela dit, la fondation de Ville-Marie présente l'avantage de détourner les incursions de Québec et d'y faciliter ainsi les progrès de la colonisation.
Il faudra attendre l'exploit du Long-Sault de Dollard des Ormeaux, de ses compagnons et de leurs alliés algonquins en 1660 pour la pression se relâche sur Montréal. En 1665, Louis XIV, qui en 1663 a fait de la Nouvelle-France une province royale, envoie le Régiment Carignan-Salières fort de 1 200 hommes pour pacifier le pays. Cette pacification réussie ouvrira une période de fort développement orchestré par l'intendant Jean Talon et le gouverneur Frontenac, un développement marqué par l'arrivée des Filles du Roi dont la fécondité assurera la pérennité du peuplement canadien-français.
Une seconde période sera cruciale pour l'enracinement des Canadiens français, celle de l'intendance de Gilles Hocquart sous l'administration duquel (1729-1748) la population passe de 30000 à 50000 environ.

### Régime britannique (1763-1867)
Les Britanniques, qui avaient obtenu l'Acadie par le traité d'Utrecht en 1713, avaient déporté 75 % des Acadiens vers d'autres colonies britanniques en 1755. Ailleurs en Nouvelle-France les habitants échappèrent à ce sort en partie grâce aux articles de la capitulation, qui firent d'eux des sujets britanniques sans qu'ils ne soient pour autant dénaturalisés en France. En 1763, la signature le 10 février 1763 du Traité de Paris par George III mettant fin à la Guerre de Sept Ans « cède » la Nouvelle-France à la Couronne d'Angleterre à l'exclusion de la Louisiane (L'Espagne reçoit l'ouest du Mississippi, donc la Louisiane, et le delta et la Nouvelle-Orléans (Nouvelle-France). Cette même année 1763 la Proclamation royale signée par George III du Royaume-Uni crée la Province of Quebec par Proclamation royale du 7 octobre 1763 (« Indian Bill of Rights » ou « Magna Carta for Indian affairs »). Puis, l'Acte de Québec de 1774, toujours sous George III, fait le 22 juin 1774 de la Province of Quebec (1763–1791), un vaste territoire s’étendant du Labrador jusqu’aux confins des Grands-Lacs jusqu’en Haute-Louisiane et permet d'utiliser à nouveau le code civil français dans cette Province of Quebec. Après la signature du Traité de Paris le 3 septembre 1783 par le même George III qui reconnaissait la nouvelle indépendance des États-Unis fait perdre à la Province of Quebec sa partie sud près des Grands-Lacs. L'Acte constitutionneldu 10 juin 1791 adopté par le Parlement britannique et signé toujours par George III scinde la Province of Quebec en créant le Haut-Canada et le Bas-Canada pour satisfaire les demandes des sujets loyalistes ayant quitté les États-Unis à la faveur de la guerre d’indépendance américaine de 1775-1783 et instaure le parlementarisme de type britannique, accordant aux hommes, propriétaires terriens, le privilège de participer à l’élection des membres de l'Assemblée législative dont les lois devaient être d’abord entérinées par un conseil législatif nommé par le gouverneur ; de même que le système des comtés. Les Bas-Canadiens firent connaissance avec le système parlementaire britannique à partir de 1791, avec la création d’une assemblée législative composée de députés élus.
Cette assemblée législative n'ayant pas de pouvoirs réels, cette situation aboutit à la révolte des Patriotes de 1837–1838, qui fut plus virulente dans le Bas-Canada que dans le Haut-Canada et à l'issue de laquelle les deux provinces furent unifiées. Cette union avait notamment pour but de restreindre les pouvoirs politiques des Canadiens d'origine française. En 1840 (sous la jeune reine Victoria, qui a régné du 20 juin 1837 au 22 janvier 1901 (63 ans, 7 mois et 2 jours), l’Acte d’Union des Haut-Canada et Bas-Canada est adopté par le Parlement du Royaume-Uni en juillet 1840 pour donner suite au rapport Durham (John George Lambton) commandé après l’écrasement des rébellions des Patriotes de 1837-1838 et prônant l’assimilation de sujets britanniques originaires de Nouvelle-France vivant dans les Haut et Bas-Canada et imposant l’unilinguisme anglais dans les institutions législatives (Article 41) ; article finalement abrogé le 18 janvier 1849 grâce notamment à l’action de Louis-Hippolyte La Fontaine (premier chef de gouvernement démocratiquement désigné à travers l’ensemble du monde colonial, tous empires confondus). Au cours des années 1850, après plusieurs décennies d'immigration britannique, les Canadiens d'origine française devinrent minoritaires au Canada-Uni. Cette immigration majoritairement irlandaise et écossaise commença à se nommer « Canadian » et non plus britannique.
Progressivement, dans la foulée de l'accroissement des populations de langue anglaise au Canada depuis 1840 et, notamment, à compter de la pendaison de Louis Riel (16 novembre 1885), l'expression « Canadiens français » se substitua à « Canadiens » dans la langue française, pour désigner l'identité nationale de la collectivité canadienne originaire de Nouvelle-France ayant survécu au traité de Paris de 1763. Ainsi, ils se distinguaient des Canadiens anglais qui, dès 1867, année de naissance de la Confédération, faisaient leur l'identité canadienne dans la désignation de leur citoyenneté et lieu de résidence.
En 1844, la population canadienne française se chiffre à 524 000 âmes. En 1851, en raison principalement de l'immigration britannique, la population francophone devient minoritaire au Canada.

### Confédération canadienne (1867-1945)
Chez les francophones hors Québec, le terme « Canadiens français » est parfois utilisé, dans un contexte contemporain, pour faire référence à tous les Canadiens francophones, se confondant ainsi avec l'expression « Franco-Canadiens »[réf. nécessaire]. Au Québec, depuis que s'est développée l'identité québécoise avec la montée du nationalisme québécois dans les années 1960, les termes « Canadiens français » et « Québécois » se complètent, notamment dans les documents officiels de l'État, afin de distinguer précisément l'ethnicité canadienne-française de la citoyenneté québécoise[réf. nécessaire]. Dans la langue anglaise, toutefois, les vocables « Canadiens » et « Québécois » désignent proprement l'origine française selon qu'il est question de l'ensemble des Canadiens francophones ou, précisément, de ceux du Québec — par opposition à « Canadians » et « Quebeckers » qui désignent respectivement l'ensemble des citoyens du Canada et du Québec.
Par extension, les Franco-Américains sont des habitants des États-Unis d'ascendance française ou, simplement, de langue française. Cependant, en Nouvelle-Angleterre, le terme « Franco-Américains » réfère précisément aux Canadiens français et à leurs descendants. En 2008, le Connecticut déclara la date du 24 juin, journée franco-américaine, pour reconnaître la culture et l'influence des Canadiens français dans cet État. Puis, les États du Maine, New Hampshire, et Vermont emboîtèrent le pas.
Les Acadiens des Provinces maritimes et les Métis forment des communautés francophones distinctes. À l'origine, les termes Canadien et Acadien référaient aux habitants de ce qui était les « provinces » françaises du Canada et d'Acadie en Nouvelle-France. Après la Conquête, la « province » française du Canada est appelée Province of Québec, plus tard appelé Bas-Canada, puis Canada-Uni, puis Québec. L'Acadie était l'une des trois régions de la Nouvelle-France. Une partie de l'Acadie a été rattachée aux 13 colonies anglaises à compter de 1713.
Le traité d'Utrecht est signé en 1713. L'article 12 rend définitivement l'Acadie au Royaume-Uni, de même que la Terre de Rupert et Terre-Neuve. La France conserve tout de même l'île Saint-Jean (île du Prince-Édouard) et l'île Royale (île du Cap-Breton). De plus, la France considère que toute l'Acadie (l'actuel Nouveau-Brunswick ainsi que l'est du Maine et la Gaspésie) lui appartient toujours.
Après la Conquête de 1759-1760, la Grande-Bretagne obtient de la France ses possessions en Nouvelle-France, à savoir, l'Île Royale, l'Isle Saint-Jean (Île-du-Prince-Édouard), une partie de l'Acadie appartenant toujours à la France, et sa « province » de Nouvelle-France appelée le Canada, y compris le bassin des Grands Lacs et la rive gauche du Mississippi, une partie de la « province » de Nouvelle-France appelée Louisiane.
Néanmoins, depuis ce temps (où le terme « Canada » ne désigne plus uniquement les basses-terres du Saint-Laurent, appelées Province of Québec après la Conquête, mais bien l'ensemble des provinces appartenant à la Confédération), les Acadiens sont évidemment considérés comme des Canadiens de langue française.
Les États-Unis comptent également une communauté franco-américaine. Présente surtout en Nouvelle-Angleterre, mais également au Michigan et dans les autres États du Midwest, elle est principalement issue des Canadiens de Nouvelle-France, mais parfois aussi des Acadiens, surtout près de la frontière entre le Maine et le Nouveau-Brunswick. Les Cadiens de Louisiane descendent essentiellement de la population de la Nouvelle-France, dont de nombreux Acadiens déportés de Nouvelle-Écosse dans les années 1750, peu avant la Conquête, mais aussi provenant des possessions françaises de Saint-Domingue (Haïti), de l'Alabama ou directement de la France. Dans L'Avenir du français aux États-Unis, Calvin Veltman constate que la langue française a été délaissée si massivement que le terme « Canadien français » fait davantage référence à l'ascendance française qu'à l'usage de la langue française au XXIe siècle.

### Canada contemporain (1982-)
L'assimilation linguistique et le remplacement des générations francophones au Québec et au Canada demeure un sujet de préoccupation,,.

### Distinction et stigmatisation des Canadiens d'origine française
Pour se distinguer des « Canadiens » d'origine française, l'appellation French Canadian a commencé à être utilisée dans les journaux de Toronto pour stigmatiser les Métis de l'Ouest qui voulaient protéger leurs territoires et pour susciter l'appui des « Canadians » (l'immigration d'origine écossaise, irlandaise et britannique). Au début du siècle dernier, l'appellation « French Canadian » avait toujours ce caractère dénigrant, comme le démontrent les films tournés à Hollywood à cette époque quand ils avaient trait à l'histoire du Canada. Les vilains étaient des French Canadians.

« En 1975, le journaliste et historien populaire Pierre Berton publie Hollywood’s Canada, the Americanisation of Our National Image. Cette magistrale étude recense 575 productions hollywoodiennes se déroulant au Canada depuis 1907 et elle révèle les caractéristiques thématiques, presque constantes, dans l'ensemble des films : le rôle négatif, le « vilain », est attribué à des Canadiens français frustrés, laids, barbus, puants, gros bras sans intelligence, retors, souvent violeurs, alors que l'agent de la « Police montée » « qui attrape toujours son homme », bel homme, propre, intelligent, séducteur, a toujours un nom anglais. L'héroïne, la jeune fille toujours séduisante et tentation pour le héros, parfois très pure, mais souvent un peu putain, est généralement une Canadienne française. Quant aux Métis, toujours engendrés par des francophones, ils sont doublement dangereux puisqu'ils allient la sauvagerie des Indiens et de celle des Canadiens français »

— Dictionnaire de la Censure : littérature et cinéma
La représentation dénigrante des Canadiens français par Hollywood est toujours d'actualité. Le film The Revenant, contrairement au livre dont il est inspiré, perpétue leur représentation en d'affreux barbares,,,.
L'expression dénigrante a choqué les Canadiens d'origine française, mais pour se montrer solidaires des Métis et de Louis Riel, ils endossèrent progressivement cette appellation après la pendaison de Louis Riel le 16 novembre 1885, et ce, jusque dans les années 1960, soit plus ou moins pendant 75 ans.
La contribution des Canadiens d'origine française fut essentielle pour assurer l'établissement d'un « gouvernement responsable » et la mise en place de la Confédération canadienne en 1867. Cependant, vers la fin du XIXe siècle et le début du XXe siècle, le mécontentement des Canadiens d'origine française s'accentue au sujet de leur rôle au sein du Canada.
Durant cette période, environ un million de Canadiens d'origine française quittèrent le Québec pour s'établir aux États-Unis, principalement en Nouvelle-Angleterre. Les raisons de cet exode furent principalement économiques, mais également politiques. Le Premier ministre Wilfrid Laurier avait nommé comme ministre de l'Immigration Clifford Sifton, qui voyait d'un mauvais œil l'immigration de francophones dans les provinces de l'Ouest. Il préférait recruter les immigrants anglais, allemands, ukrainiens et américains pour défricher les terres des provinces de l'Ouest. Le coût du transport étant deux fois plus élevé que pour les immigrants venant de l'Angleterre, les Canadiens français ont préféré se rendre en Nouvelle-Angleterre pour travailler dans l'industrie du textile, les entreprises assumant le coût du transport.

## Schéma historiographique
Ci-dessous, un schéma historiographique relatif au terme « canadiens-français » et ses équivalents, de son apparition jusqu'au XXIe siècle.

### De la Nouvelle-France auXXIesiècle
- Des origines à la Proclamation royale (c. 1666-1763)
  - Marie de l'Incarnation
  - Louis Hennepin
  - Joseph François Lafitau
  - Jean-Frédéric Bernard
  - Pierre-François-Xavier de Charlevoix
  - Georges-Marie Butel-Dumont
  - Jacob-Nicolas Moreau
  - Jacques Savary des Brûlons
- De la Proclamation royale à l'Acte constitutionnel (1763-1791)
  - Guilhem de Clermont-Lodève de Sainte-Croix
  - Joseph de La Porte
  - Émilien Petit
  - Frances Brooke
  - Archibald McLean
  - Barthélémy Mouffle d'Angerville
  - John Almon
  - Adam Lymburner
  - Michel-René Hilliard d'Auberteuiljohn long
  - John Long
- De l'Acte constitutionnel à l'Acte d'union (1791-1840)
  - Edward Ellice
  - Stephen Theodore Baden
  - Jean-Baptiste Montmignon
  - François Blanchet
  - Michel Bibaud
  - Charles-Michel d'Irumberry de Salaberry
  - Augustin-Norbert Morin
  - Comité spécial sur les terres incultes de la couronne
  - Comité choisi sur le gouvernement civil du Canada
  - Louis-Joseph Papineau
  - Grégoire Louis Domeny de Rienzi
  - François-Marie-Thomas de Lorimier (dit chevalier de Lorimier)
  - Isidore Lebrun
  - Journals of the Legislative Council of the province of Lower Canada, being the second session of the fifteenth provincial Parliamen
  - Napoléon Aubin
  - Amury Girod
  - John George Lambton (Lord Durham)
- De l'Acte d'union à l'Acte de l'Amérique du Nord britannique (1840-1867)
  - Constitution et règlements de l'Institut canadien
  - Règles et règlements de la Compagnie des voltigeurs pompiers
  - Constitution et règlements de la Société mercantile d'économie
  - Comité constitutionnel de la réforme et du progrès
  - Amable Berthelot
  - François-Xavier Garneau
  - Louis-Hippolyte La Fontaine
  - Comité spécial de l'Assemblée législative, nommé pour s'enquérir des causes et de l'importance de l'émigration qui a lieu tous les ans du Bas-Canada vers les États-Unis
  - Étienne Parent
  - Stanislas Drapeau
  - Hercule Beaudry
- De la Confédération aux États généraux du Canada français (1867-1969)
  - George-Étienne Cartier
  - Mgr Dominique Racine (dit l'apôtre du Saguenay)
  - Antoine Labelle (dit le curé Labelle)
  - Mgr Ignace Bourget
  - Honoré Mercier
  - Jules-Paul Tardivel
  - Wilfrid Laurier
  - Henri Bourassa
  - Lionel Groulx
  - La Bolduc
  - Germaine Guèvremont
  - Claude-Henri Grignon
  - Gabrielle Roy
  - Charles-Émile Gadbois
  - André Laurendeau
  - Richard Verreau
  - Félix Leclerc
  - Jean Drapeau
  - Maurice Duplessis
  - René Lévesque
- Depuis les États généraux du Canada français
  - État au Québec

## Généalogie
Outre les archives diocésaines et nationales, divers organismes et ouvrages généalogiques permettent à d'aucuns de retracer l'origine françaises depuis l'époque de la colonie française. Parmi les documents écrits se trouvent, certes, les actes de baptême, mariage et sépulture, mais aussi les recensements entre autres choses. Mais, si tous les canadiens d'origine française, comme les Acadiens, peuvent produire au XXIe siècle leur arbre généalogique en remontant jusqu'aux premiers temps de la colonie, c'est grâce à l’ordonnance de Villers-Cotterêts de 1539, qui oblige les paroisses et les diocèses du royaume de France, y compris, en l'occurrence, du vice-royaume de Nouvelle-France, à tenir un registre des baptêmes. En 1579, l’ordonnance de Blois étendit cette obligation aux mariages et sépultures. Quant au Code Louis de 1667, celui-ci exigea la tenue des registres en double exemplaire.
En moyenne, une douzaine de générations se sont succédé depuis l'installation de la colonie française jusqu'au début du XXIe siècle. En général, l'endogamie est de rigueur, mais l'on retrouve parfois des ascendances communes, cousinages et fraternités avec les Acadiens. Aussi l'île d'Orléans est-elle surnommée le « berceau de l'Amérique française » et  le« microcosme traditionnel du Canada français ». En effet, située dans la région immédiate de la « vieille capitale » de la Nouvelle-France, l'île est un des premiers lieux où s'établirent les colons venus d'Europe. Elle abrita dans les premiers temps de la colonie les ancêtres d'une large partie des Canadiens français d'aujourd'hui.

### Organismes
Ci-dessous une liste des principaux organismes permettant à d'aucuns de retracer l'origine française des familles canadiennes :
- Base de données en généalogie de l'Université de Montréal
- Bibliothèque et Archives Canada
- Bibliothèque et Archives nationales du Québec
- Bibliothèques municipales du Québec
- Fédération des sociétés d'histoire du Québec
- Fédération québécoise des sociétés de généalogie

### Ouvrages
Ci-dessous une liste des principaux ouvrages généalogiques retraçant l'origine française des familles canadiennes :
1. Hubert Charbonneau et Jacques Legaré, Répertoire des actes de baptême, mariage et sépulture et des recensements du Québec ancien, vol. I-XLVII. Montréal : Les Presses de l'Université de Montréal, 1980  (ISBN 2-7606-0471-3).
2. René Jetté et collab, Dictionnaire généalogique des familles du Québec. Des origines à 1730, Montréal : Les Presses de l'Université de Montréal, 1983  (ISBN 9782891058155).
3. Noël Montgomery Elliot, Les Canadiens français 1600-1900, vol. I-III. Toronto : 1re éd., La Bibliothèque de recherche généalogique, 1992.  (ISBN 0-919941-20-6).
4. Cyprien Tanguay, Dictionnaire généalogique des familles canadiennes. Depuis la fondation de la colonie jusqu'à nos jours, vol. I-VII, 1871-1890. Nouvelle édition, Montréal : Éditions Élysée, 1975.  (ISBN 0-88545-009-4).

## Anthropologie physique
Au début du XIXe siècle, le visage des Français du Canada est long et mince ; leur teint brunâtre et hâlé, devient quelquefois plus foncé que celui des Amérindiens ; les yeux petits et noirs ont beaucoup de vivacité ; le nez avancé tend à la forme aquiline ; les joues sont maigres, les lèvres peu épaisses et les pommettes saillantes. Tel est le portrait des cinq-sixièmes des Canadiens.

## Ethnologie

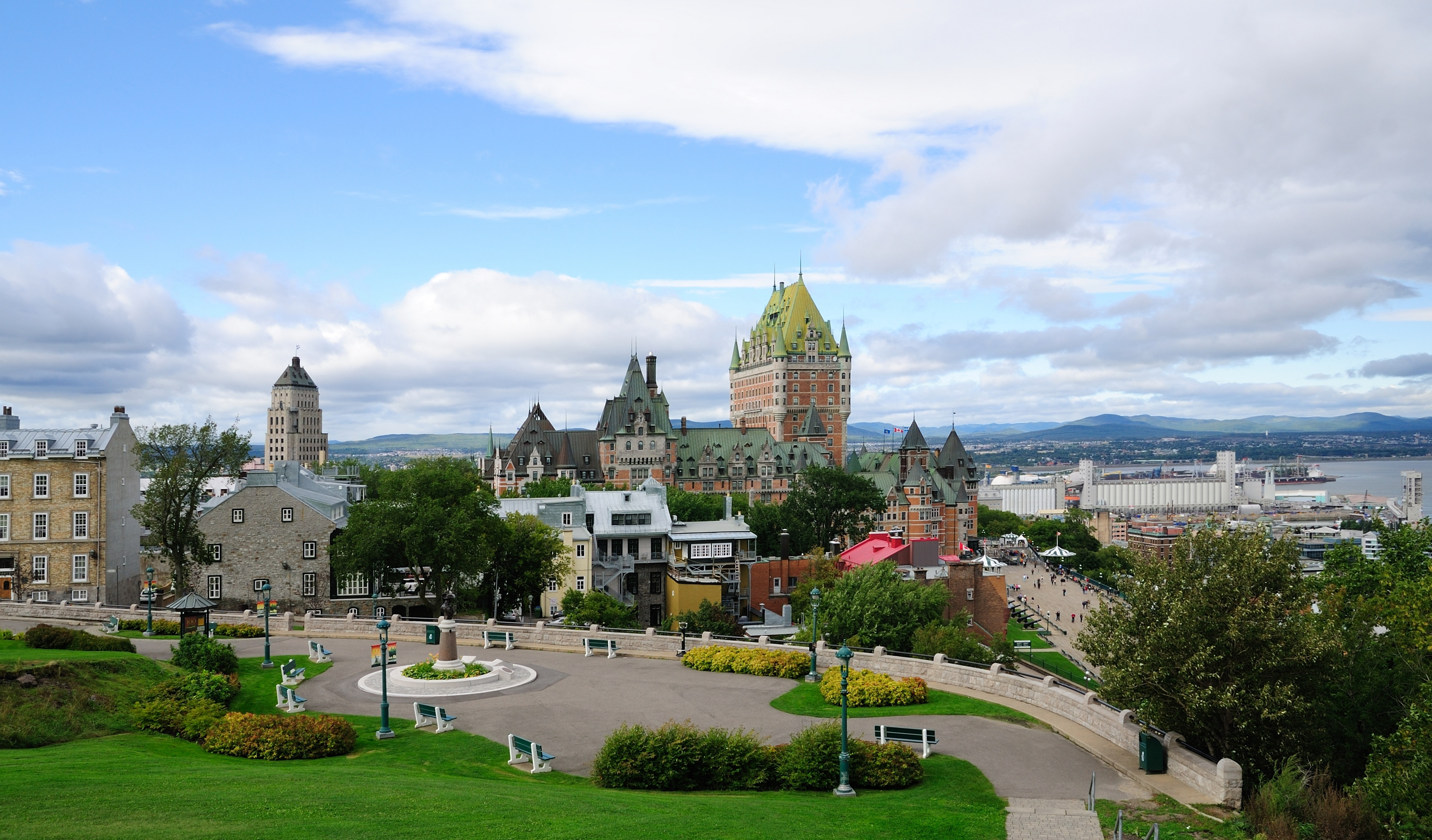
Le vieux Québec et ses maisons coloniales, cœur historique de la nation canadienne-française et « vieille capitale » de toute la Nouvelle-France.

### Affirmation nationale
Bien que le terme canadien-français fasse référence à une ascendance française, depuis la Révolution tranquille des années 1960, l'affirmation canadienne-française[réf. nécessaire] tend à se différencier de l'affirmation québécoise depuis 1982, puisque cette dernière revêt un caractère strictement civique contrairement à la première qui est d'ordre culturel et linguistique. Autrement dit, l'affirmation canadienne-française dépend uniquement de la communauté historique établie sur les terres du Québec[réf. nécessaire]. À l'opposé, dans la dynamique multiculturelle imposée en 1982 par la Charte canadienne des droits et libertés, l'affirmation québécoise, proprement dite, dépend de la confrontation entre Canadiens français et minorités ethniques dont les effets de l'immigration se développent de plus en plus depuis les dernières années[réf. nécessaire].
Au cours des derniers siècles, de génération en génération, se développèrent diverses formes d'action nationale qui, notamment, sous Honoré Mercier, Henri Bourassa, Lionel Groulx et Maurice Duplessis, assurèrent la cohésion et le rapport de force du peuple canadien-français, dans une volonté collective de sauvegarder la culture de langue française en Amérique, malgré l'isolement et la faible condition économique des Canadiens français devant la forte immigration britannique[style à revoir].

### Canada français

Proportion de Canadiens français dans les provinces canadiennes.

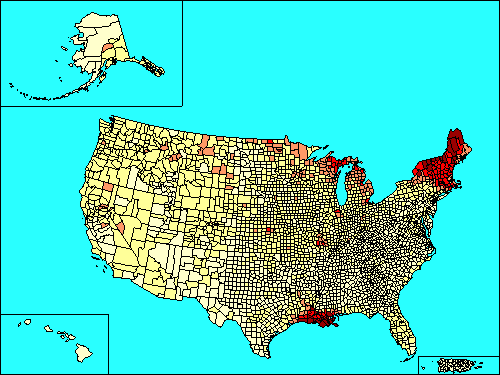
Aire territoriale des Canadiens français et Franco-Américains aux États-Unis (voir les teintes de rouge), selon le recensement de 2000.

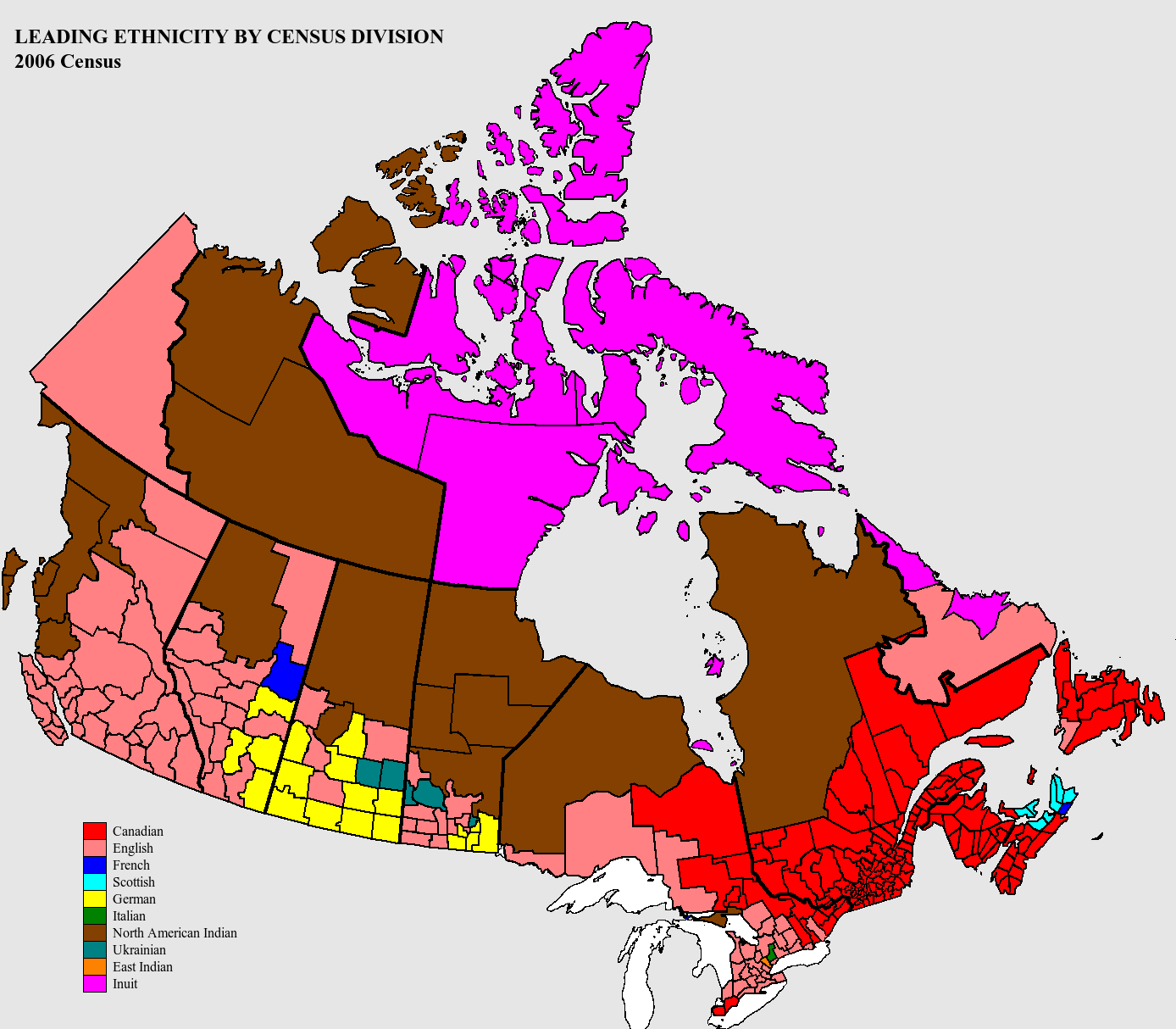
Aire territoriale des « Canadiens » (en rouge) et des « Français » (en bleu) au Canada, selon le recensement de 2006.

Le terme Canada français, par opposition au Canada anglais, représente généralement les territoires où sont majoritaires les Canadiens français : le Québec et l'Acadie principalement. Il est distinct des anciennes frontières coloniales, puisque l'Acadie y est par exemple souvent inclus.
La dénomination des Canadiens francophones varie en fonction de leur province d'origine :
- Au Québec, on les nomme Québécois ;
- à Terre-Neuve-et-Labrador, on les nomme Franco-Terreneuviens ;
- en Ontario, on les nomme Franco-Ontariens et parfois Ontarois ;
- au Manitoba, on les nomme Franco-Manitobains ;
- en Saskatchewan, on les nomme Fransaskois ;
- en Alberta, on les nomme Franco-Albertains ;
- en Colombie-Britannique, on les nomme Franco-Colombiens ;
- au Yukon, on les nomme Franco-Yukonnais ;
- dans les Territoires du Nord-Ouest, on les nomme Franco-Ténois ;
- au Nunavut, on les nomme Franco-Nunavois ;
- au Nouveau-Brunswick, en Nouvelle-Écosse et à l'Île-du-Prince-Édouard, on les nomme Acadiens. Il s'agit toutefois d'un peuple distinct des Canadiens français.

Un nombre significatif de Canadiens d'origine française est recensé :
- Ottawa, Ontario
- Cornwall, Ontario
- Hawkesbury, Ontario
- Sudbury, Ontario
- Hearst, Ontario
- Windsor, Ontario
- Winnipeg, Manitoba
- Gravelbourg, Saskatchewan
- Prince Albert, Saskatchewan
- Regina, Saskatchewan
- Falher, Alberta
- Peace River/St-Isidore/Marie-Reine, Alberta

Sont également recensées des communautés francophones importantes dans les localités suivantes, mais il ne s'agit pas de Canadiens français si l'on considère que les Acadiens ne font pas partie des Canadiens français :
- Péninsule de Port-au-Port, Terre-Neuve-et-Labrador (Franco-terre-neuvien)
- Grand-Sault, Nouveau-Brunswick (Cadiens)
- Edmundston, Nouveau-Brunswick (Acadiens)
- Moncton, Nouveau-Brunswick (Acadiens)

### Organisation sociale

#### Associations générales
- Fédération culturelle canadienne-française[55]
- Fédération de la jeunesse canadienne-française[56]

#### Associations liées à la francophonie au Canada

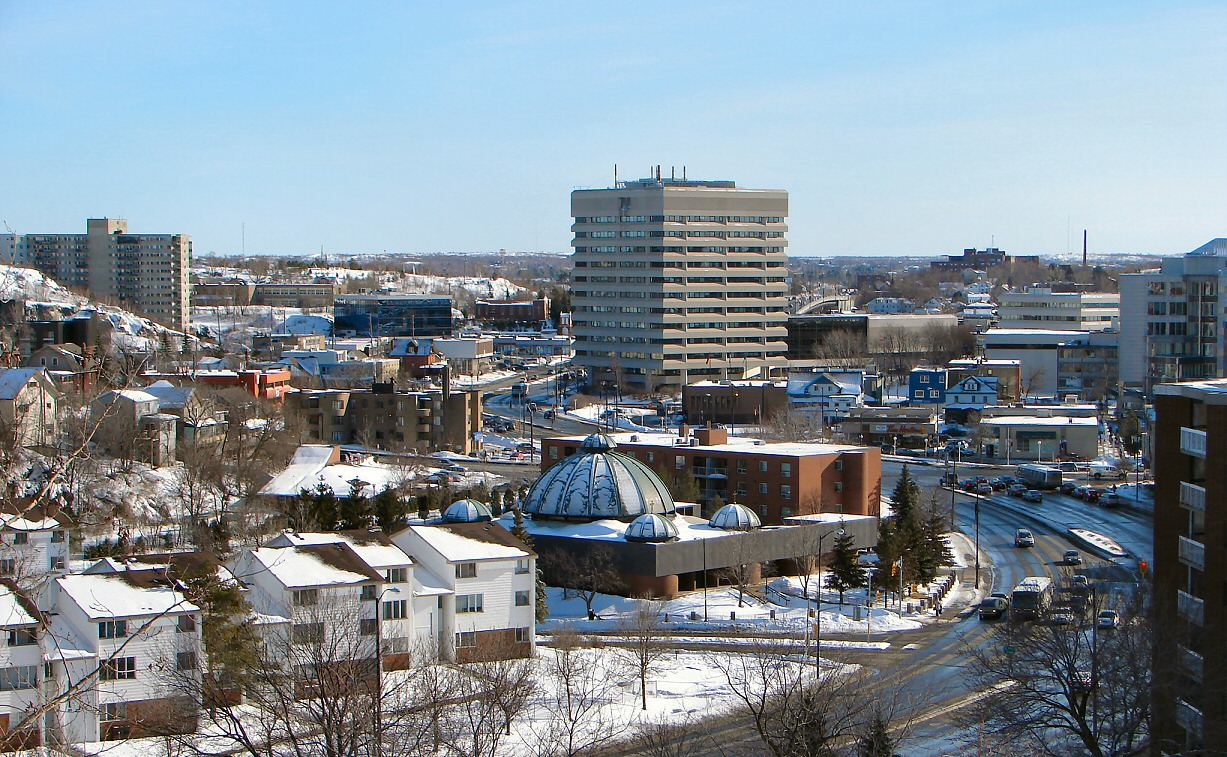
Centre-ville du Grand Sudbury, foyer culturel principal des Franco-Ontariens.

- Assemblée communautaire fransaskoise[57]
- Assemblée de la francophonie de l'Ontario
- Fédération de la jeunesse franco-ontarienne
- Association canadienne-française de l'Alberta
- Association des francophones du Nunavut[58]
- Association franco-yukonnaise[59]
- Fédération acadienne de la Nouvelle-Écosse[60]
- Fédération des francophones de la Colombie-Britannique[61]
- Fédération des francophones de Terre-Neuve et du Labrador[62]
- Fédération franco-ténoise[63]
- Société de l'Acadie du Nouveau-Brunswick[64]
- Société franco-manitobaine[65]
- Société Saint-Thomas-d'Aquin (Société acadienne de l'Île-du-Prince-Édouard)[66]

### Au Québec

Symbole des Québécois.

Au Québec, le terme « Canadien français » a été de plus en plus massivement renié depuis la Révolution tranquille des années 1960. À un point tel que depuis lors toutes les institutions publiques de la province de Québec ont adopté le terme « Québécois » pour désigner les habitants du Québec. Le gouvernement fédéral a aussi adopté ce terme pour parler des gens du Québec.
L'ex-ministre péquiste Rodrigue Tremblay résume ainsi la distinction de point de vue fondamental entre les deux termes : « On voit là toute la différence pratique entre un Québécois appartenant à une nation majoritaire au Québec, et un “Canadien français” faisant partie d'un groupe ethnique minoritaire dans le reste du Canada. Le Québécois est politiquement majoritaire chez lui et il a les moyens d'organiser sa survie et son développement; le Canadien français est minoritaire et il doit compter, pour sa survie et son développement en tant que francophone, sur la bienveillance possiblement changeante d'une majorité anglo-canadienne. »

### Religion

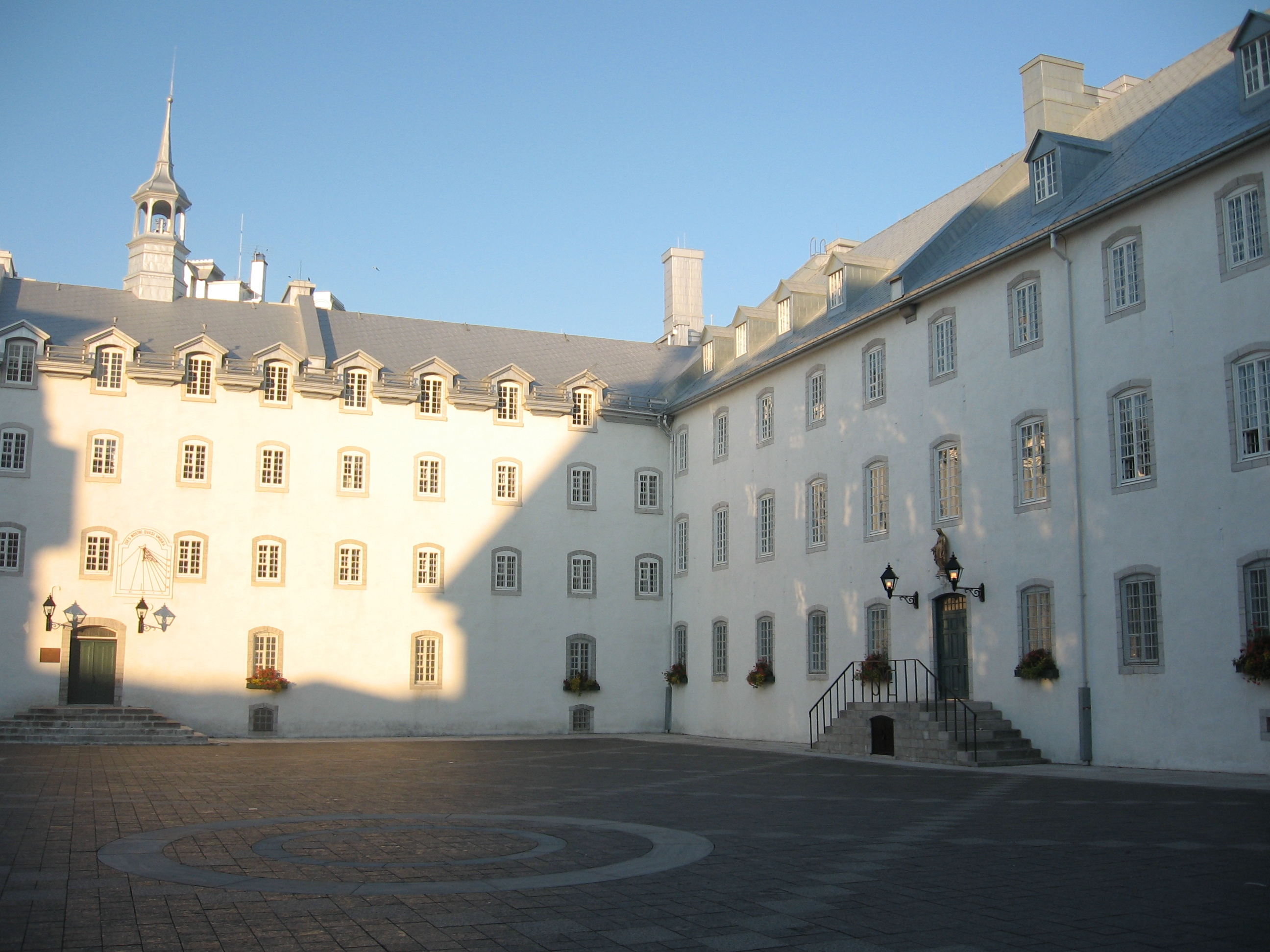
Cour intérieure du Séminaire de Québec, fondé en 1663 par Mgr François de Montmorency-Laval.

L'Église catholique a longtemps exercé l'autorité morale dans la vie sociale et politique des Canadiens d'origine française, selon la doctrine ultramontaine. L'omniprésence et la distinction du clergé catholique était telle que l'on reconnaissait l'organisation de la société d'ordres. Cependant, si la religion chrétienne de confession catholique imprime foncièrement sa spécificité dans le cœur de la collectivité, c'est grâce à l’édit de Fontainebleau de 1685, qui interdit à tous non-catholiques de s’établir dans la colonie de Nouvelle-France.
Sans le clergé, l'assimilation culturelle des Canadiens d'origine française aurait probablement été une réalité plus importante qu'elle ne l'a été réellement. Malgré la Grande Hémorragie entre 1840 et 1930, les Canadiens d'origine française aux États-Unis continuèrent à concrétiser leur profond attachement à la religion catholique. Comme au Canada, ils construisirent des écoles primaires, secondaires et post-secondaires à vocation catholique, ainsi que des hôpitaux appelés Hôtel-Dieu, pour les amérindiens et eux.
Durant les années 1960, au Québec, l'État québécois prend forme et remplace dès lors l'Église dans ses fonctions civiques; notamment, en matière de culture, d'éducation, de langue et de santé. Cependant, dans les autres provinces canadiennes et aux États-Unis, l'Église catholique continua à exercer son rôle de protecteur de la langue et de la culture d'origine française, mais à un degré moindre qu'auparavant, bien que toutefois important, puisque l'Église s'était déjà adaptée au milieu anglophone, là où la séparation des pouvoirs temporel et spirituel existait depuis longtemps[réf. nécessaire].
Par conséquent, au Québec, depuis la Révolution tranquille, la sécularisation a été très rapide.

### Culture
(février 2019).

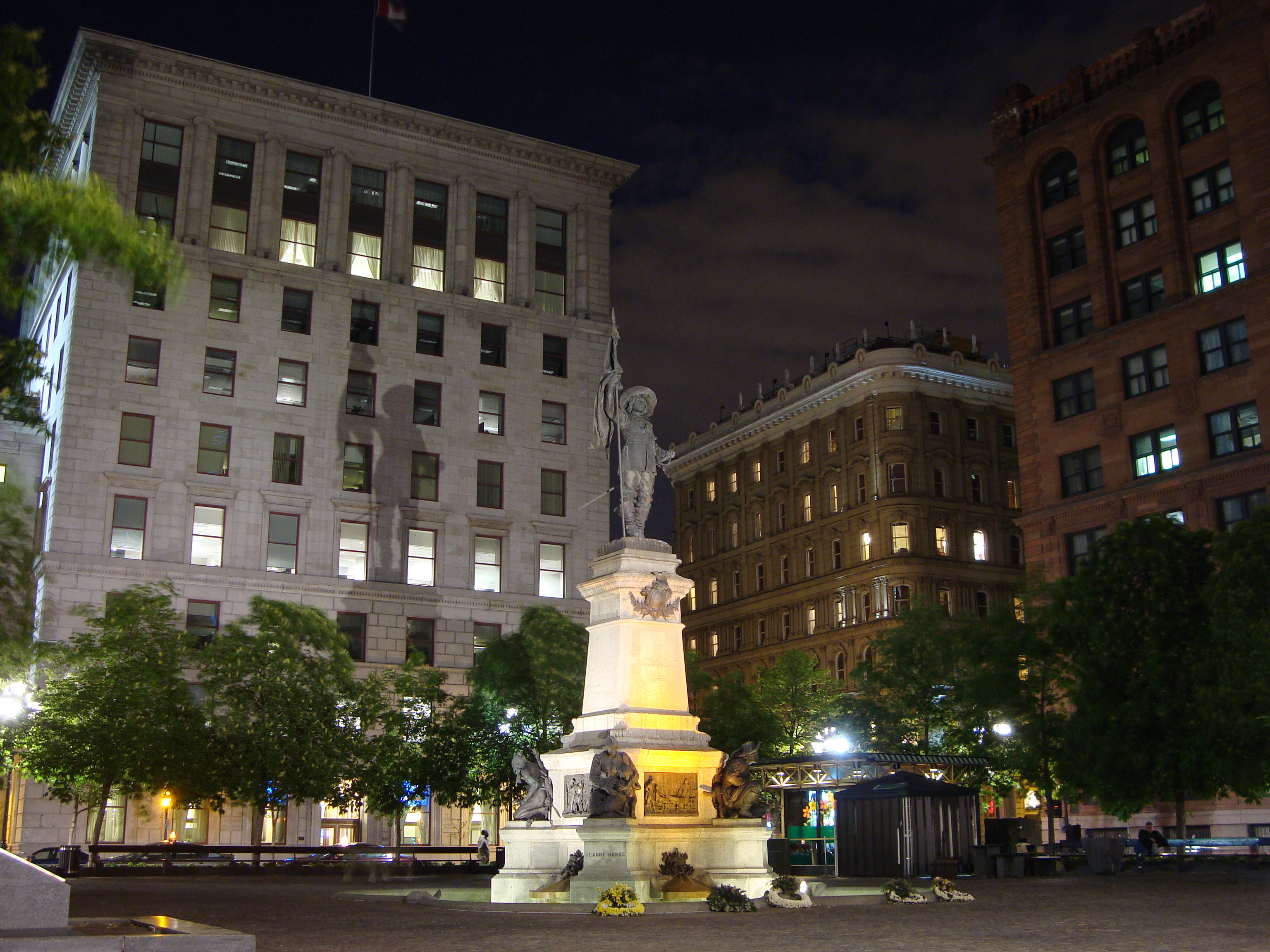
La place d'Armes de Montréal, lieu historique de rassemblement public des Canadiens français.

La fête nationale des Canadiens d'origine française correspond traditionnellement à la fête de la Saint-Jean, le 24 juin de chaque année, qui est aussi Fête nationale du Québec.
Le Carillon Sacré-Cœur est un drapeau conçu vers 1902 par l’abbé Elphège Filiatrault dans le but de doter les Canadiens français d’un drapeau national. Drapeau ethnique à l'instar du tricolore étoilé, il coexiste depuis la seconde moitié du XXe siècle avec le fleurdelisé et les autres drapeaux civiques des Canadiens francophones.

#### Littérature
La littérature patriotique comprend, notamment :
Journaux et revues :
- Le Canadien, 1806 à 1893
- La Minerve, 1826 à 1899
- L'Action catholique, de 1915 à 1962
- Le Devoir, depuis 1910
- L'Action nationale, depuis 1917
- La Liberté (Manitoba), depuis 1913

Romans :
- Histoire du Canada depuis sa découverte jusqu’à nos jours de François-Xavier Garneau, 1845
- Les Anciens Canadiens de Philippe Aubert de Gaspé, 1863
- L'Appel de la race de l'abbé Lionel Groulx, 1922

Bonheur d'occasion (roman) de Gabrielle Roy, 1945
- Nègres blancs d'Amérique de Pierre Vallières, 1968
- La naissance d'une nation de Pierre Caron, 2004 à 2007

Romans du terroir :
- Maria Chapdelaine de Louis Hémon, 1913
- Un homme et son péché de Claude-Henri Grignon, 1933
- Le Survenant de Germaine Guèvremont, 1945

#### Musique

##### Chants patriotiques
- À la claire fontaine
- Un Canadien errant
- Vive la Canadienne
- Ô Canada

##### Chanson populaire
- Chants canadiens pour piano, Octave Crémazie, 1856
- Quadrille canadien, Antoine Dessane, vers 1850
- Le Carnaval de Québec, Ernest Gagnon, 1862
- Mosaïque sur des airs populaires canadiens, Joseph Vézina, 1880
- La Bonne Chanson, Charles-Émile Gadbois, 1937
- Les Veillées du bon vieux temps de Conrad Gauthier
- J'ai quitté mon île, Daniel Lavoie
- Soirée canadienne

##### Interprètes
- Quelques interprètes aux airs traditionnels : Garolou; Gaston Mandeville ; Gilles Vigneault ; Harmonium ; La Bottine souriante ; La Volée d'Castors ; Les Charbonniers de l'enfer ; Les Grands Hurleurs ; Les Karrik ; Le Rêve du Diable ; Le Vent du Nord ; Nicolas Pellerin ; Mes Aïeux.
- Quelques interprètes aux airs contemporains : Céline Dion ; Damien Robitaille ; Daniel Lavoie ; Hart-Rouge (comprenant notamment Carmen Campagne) ; Robert Charlebois ; Robert Goulet ; Robert Paquette ; Paul Piché ; Véronic DiCaire ; Éric Lapointe.

#### Folklore
- Carnaval de Québec
- Festival du voyageur
- Ceinture fléchée
- Chasse-galerie
- Coureur des bois
- Draveur
- Jos Montferrand
- La Corriveau
- Royaume de Saguenay
- Traite des fourrures
- Voyageur

#### Personnalités notables
- Littérature
  - Jean-Louis Kerouac, dit Jack Kerouac (d'origine québécoise) (né en Nouvelle-Angleterre, États-Unis), écrivain
  - Gabrielle Roy (Franco-Manitobaine), écrivaine
  - Patrice Desbiens (Franco-Ontarien), poète
  - Patrick Sénécal (Québécois)
- Politique
  - Wilfrid Laurier (Québécois), premier Canadien français à être premier ministre du Canada de 1896 à 1911.
  - Louis Riel (Franco-Manitobain), Père fondateur de la province du Manitoba (1870) et député fédéral pour la circonscription de Provencher (1873-1875)
  - Paul Martin (Franco-Ontarien), premier Franco-Ontarien à être premier ministre du Canada de 2003 à 2006.
  - Jeanne Sauvé (Fransaskois), journaliste, gouverneure générale du Canada.
  - Marc-Amable Girard (Franco-Manitobain), premier Franco-Manitobain à être premier ministre du Manitoba de 1871 à 1872.
  - René Lévesque (Québécois), journaliste, fondateur du Parti québécois, Premier ministre du Québec (1976-1985).
  - Pierre Elliott Trudeau (Québécois), Premier ministre du Canada (1968 à 1979; 1980 à 1984).
  - Jean Chrétien (Québécois), Premier ministre du Canada du 4 novembre 1993 au 12 décembre 2003.
  - Maria Chaput,(Franco-Manitobaine) première femme francophone du Manitoba nommée au Sénat du Canada (2002-2016)
  - Justin Trudeau (Ontarien), Premier ministre du Canada depuis 2015
- Sport
  - Jean-Baptiste « Jack » Laviolette (Franco-Ontarien), cofondateur des Canadiens de Montréal et ancien capitaine de l'équipe
  - Léo Dandurand (Illinois), fondateur des Alouettes de Montréal et ancien propriétaire des Canadiens de Montréal
  - Claude Julien (Franco-Ontarien), ex-entraîneur-chef des Canadiens de Montréal
  - Jacques Martin (Franco-Ontarien), ex-entraîneur-chef des Canadiens de Montréal
  - Édouard « Newsy » Lalonde (Franco-Ontarien), ex-entraîneur-chef et ex-capitaine des Canadiens de Montréal
  - Maurice Richard (Québécois), ex-capitaine des Canadiens de Montréal
  - Jonathan Toews (Franco-Manitobain), hockeyeur, le plus jeune à entrer au Club Triple Or
  - Érik Bédard (Franco-Ontarien), joueur de baseball
  - Napoléon Lajoie (Franco-Américain), joueur de baseball, détenteur du record du baseball majeur pour la meilleure moyenne au bâton en une saison (0,426 en 1901)
  - Georges St-Pierre (Québécois), sportif, champion « welterweight » de l'UFC (Ultimate Fighting Championship)
  - David Lemieux (Québécois), boxeur professionnel et ancien champion du monde IBF des poids moyens.
- Divers
  - Quintuplées Dionne (Franco-Ontariennes), les jumelles Dionne
  - Henri Bergeron (Franco-Manitobain), présentateur de télévision
  - Louise Arbour, Haute-Commissaire des Nations unies aux droits de l'homme, juge à la Cour suprême du Canada, procureur en chef du Tribunal pénal international pour l'ex-Yougoslavie et du Tribunal pénal international pour le Rwanda à La Haye
  - Félix Lengyel, plus connu sous son pseudonyme "xQc", célèbre streamer sur la plateforme de diffusion de vidéos en direct Twitch. Il est d'ailleurs parmi les têtes d'affiche de la plateforme.
- Reines de beauté
  - Alice Ste-Marie, Miss Canada 1945
  - Dominique Dufour, Miss Canada 1981, Miss Univers 1981-1st runner-up
  - Dorothy Moreau, Miss Canada 1956
  - Leanne Marie Cecile, Miss Universe Canada 2003
- Anglais de langue maternelle
  - Angelina Jolie, actrice, ayant certains ascendants canadiens-français.
  - Avril Lavigne, auteur-compositeur-interprète pop-rock.
  - Camilla Parker Bowles, épouse de Charles III, roi du Royaume-Uni
  - Madonna, chanteuse, ayant certains ascendants canadiens-français.
  - Matt LeBlanc, acteur
  - Kelly LeBrock, actrice
  - Alanis Morissette, chanteuse rock
  - Hillary Clinton, secrétaire d'État et ancienne première dame des États-Unis, ayant certains ascendants canadiens-français
  - Shania Twain, chanteuse country
  - Brie Larson, Actrice et récipiendaire de l'Oscars du cinéma et fille d'un Franco-Manitobain

## Conceptions françaises des rapports entre la France et les Canadiens d'origine française
La perte de la qualité du français par les Canadiens français a été remise en cause implicitement par l'État français après 1763. Plusieurs auteurs, parmi lesquels Tocqueville, affirment le maintien de la qualité de leur français malgré la subjugation par les Britanniques. Après 1870, l'abbé Raboisson, auteur nationaliste français, assimile leur cas à celui des Alsaciens-Lorrains, c'est-à-dire des Français arrachés de force à leur nation.
Ces conceptions, réactualisées dans le contexte de la montée de l'indépendantisme québécois, furent à l'origine de la politique française d'émancipation des Canadiens français[Quoi ?] menée par Charles de Gaulle à partir de 1967 et de son fameux discours à Montréal[réf. nécessaire]. Elle se formalisa dans l'affirmation du slogan Français du Canada, qui visa à affirmer les devoirs de la France envers ce peuple du Canada. L'année 1967 vit ainsi la rédaction d'un avant-projet de loi du retour, réaffirmant la nationalité française rémanente des Canadiens d'origine française. Ce projet fut laissé en déshérence à la suite du départ de De Gaulle de la présidence en 1969. Cette vision d'une communauté nationale française comprenant les Français et les Canadiens français trouve des échos chez Louis-Joseph Papineau, Georges-Antoine Belcourt, Laurent-Olivier David et Henri Bourassa.

### Drapeaux

#### De Nouvelle-France

Pavillon royal de 1534 à 1599.
Pavillon de la marine marchande de 1600 à 1663.
Pavillon royal de 1663 à 1763.
Drapeau de Carillon.

#### Après la Conquête

Drapeau des Patriotes.
Drapeau des Patriotes de Saint-Eustache.
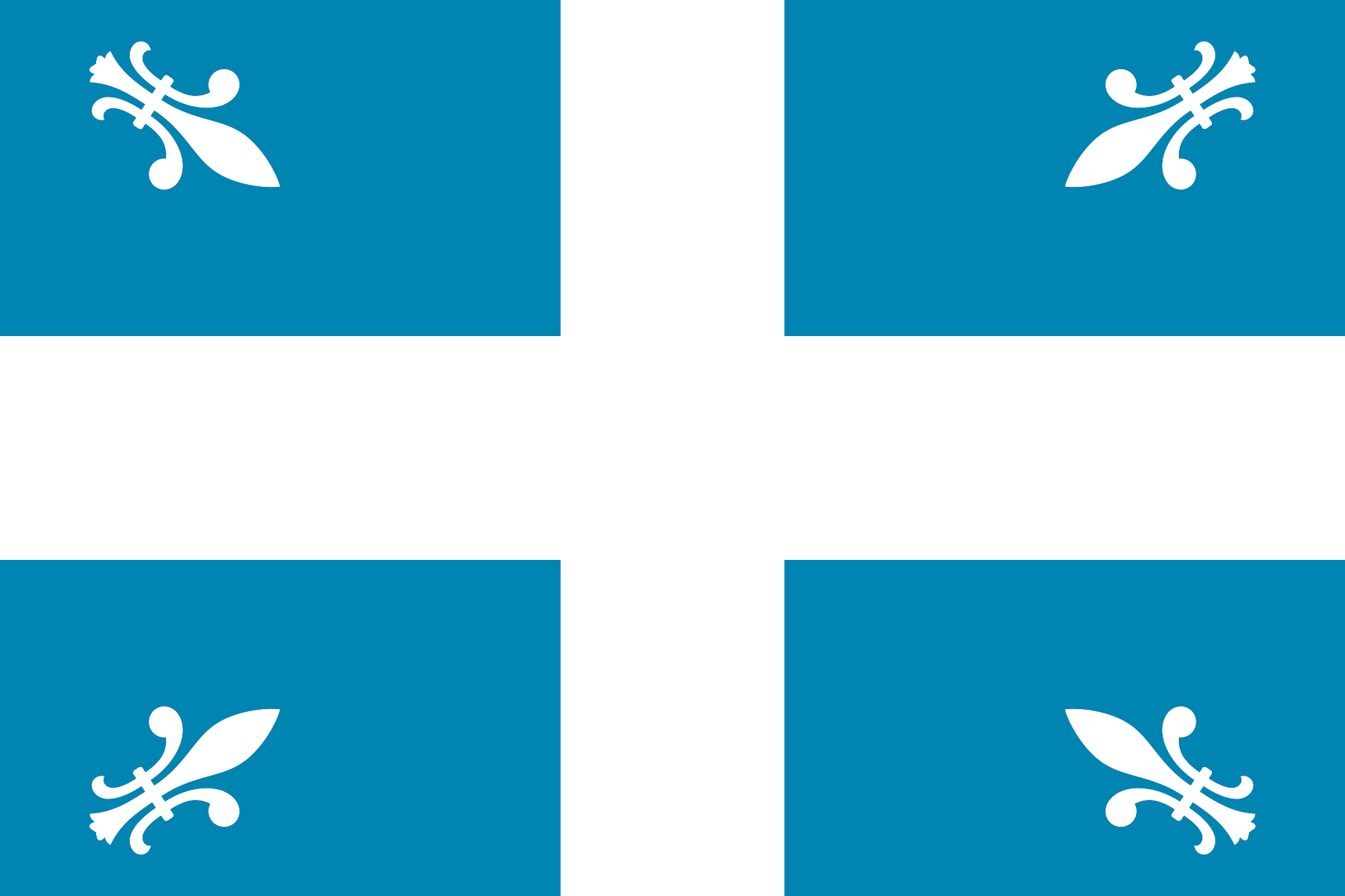
Carillon moderne de Filiatrault en 1902.
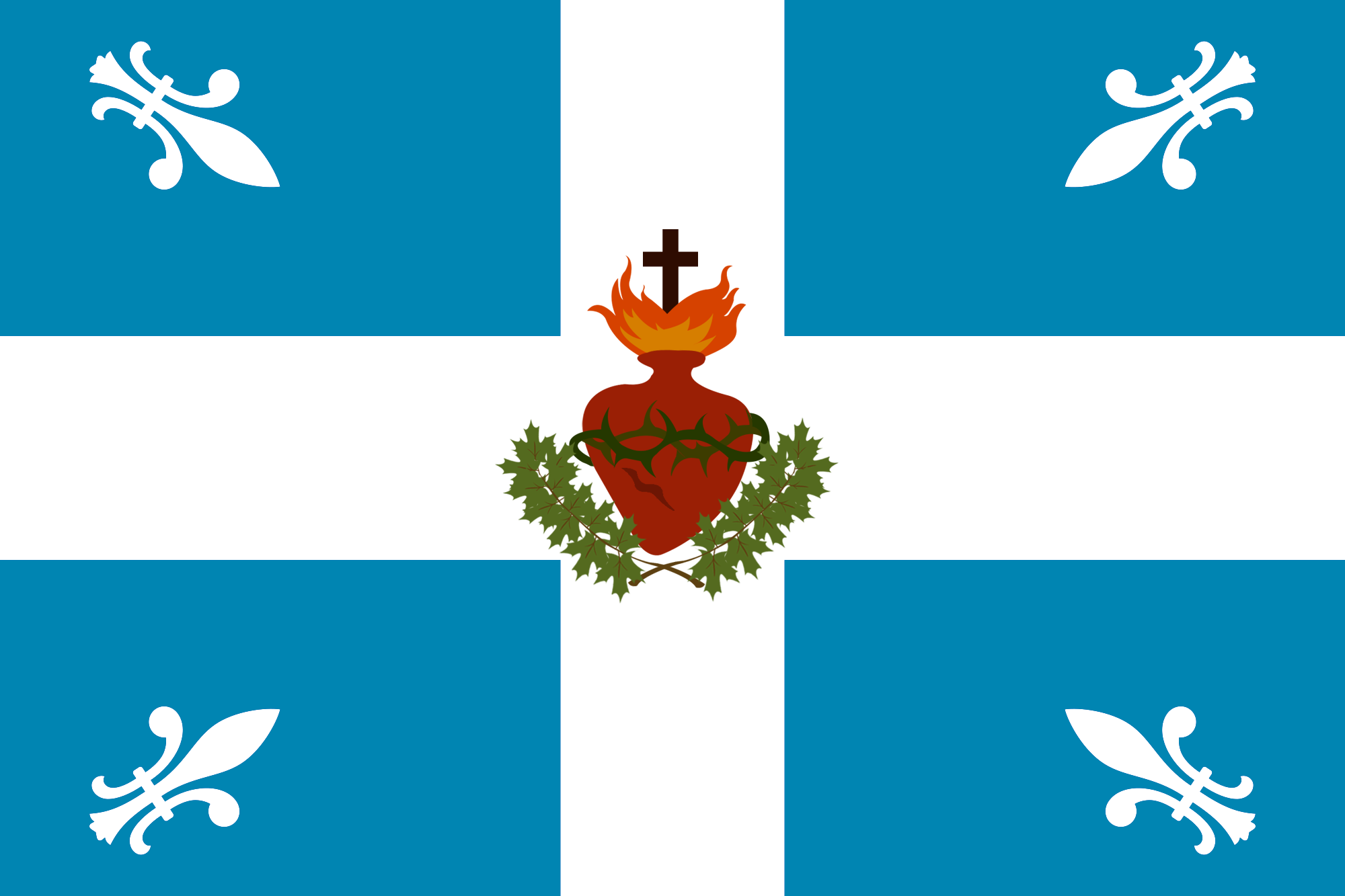
Carillon-Sacré-Cœur.
Drapeau du Québec en 1948.
Drapeau du Québec pendant les années 50.
Drapeau du Québec pendant les années 60.
Drapeau du Québec. (à partir des années 70)

#### Des établissements civiques canadiens-français

##### Des groupes francophones situés en terre d'origine

Québécois.
Franco-Albertains.
Franco-Manitobains.
Franco-Ontariens.
Fransaskois.

##### Des groupes francophones formés de l'émigration canadienne-française

Franco-Américains.
Franco-Colombiens.
Franco-Nunavois.
Franco-Ténois.
Franco-Yukonnais.

#### Des autres peuples issus de la colonisation de Nouvelle-France

Acadiens.
Cadiens.
Franco-Terreneuviens.
Métis (Canada).
Métis (Canada).
Saint-Pierre-et-Miquelonais.

## Les relations interconfessionnelles entre les Canadiens français
Quoique les Canadiens français se désaccordent entre eux sur s'il est possible pour une personne de s’identifier comme Canadien français à la suite de sa renonciation de la foi romaine,, nous présumerons pour cette section que c’est possible.

### Confessions des Canadiens français

#### L'Église catholique romaine

##### Jusqu'au deuxième Concile du Vatican
Sous l'Édit de Fontainebleau, le Roi Louis XIV interdit officiellement la « religion prétendue réformée » ou  la « RPR ». Par exemple :
« Les catholiques qui, après avoir revêtu le signe de la croix, se mettront à l'œuvre (se accinxerunt) pour l'extermination des hérétiques, jouiront de la même indulgence et du même saint privilége qui sont accordés à ceux qui prennent part à la guerre de la Terre-Sainte. »
Suivant la signature du Traité de Paris de 1763, le roi d'Angleterre permit la continuité de la liberté religieuse aux Catholiques romains. Même après la cession, l’Église romaine mettait toute version protestante de la Bible ainsi que les écrits d'auteurs protestants à l'index des livres interdits sous menaces d'excommunication pour tout catholique romain qui détenait un tel livre.
L'Institut canadien est fondé le 17 décembre 1844 à Montréal par un groupe de jeunes intellectuels Canadiens-français, la bibliothèque duquel contenant des livres à l’index tels que les œuvres de François Guizot qu’il refuse de retirer à la demande de l’Église romaine.
En 1858, l'opposition de Mgr Ignace Bourget, évêque de Montréal, entraîne la démission de 138 membres. Rome condamne l'Institut et met à l'index son annuaire de 1868. L’opinion romaine s’ayant tourné contre lui, l’Institut se dissout en 1885.
En célébrant la liberté religieuse de l’Église romaine dans son livre intitulé Études historiques et légales de la liberté religieuse en Canada, publié en 1872, l’avocat Siméon Pagnuelo clarifie :
```
« Comme les expressions: liberté religieuse, liberté des cultes, sont souvent employées dans ce livre, et que je les invoque en faveur de l'Église catholique en Canada, je déclare ne pas les comprendre dans le sens condamné par l'Encyclique et le Syllabus de 1864, et, en enfant soumis et dévoué de l'Église catholique, accepter d'une manière entière ses enseignements sur toutes ces questions. »
[
81
]
```

L’Église romaine s’opposa à l’établissement d’écoles protestantes francophones au Québec, préférant que les enfants des francophones de confessions protestantes s’assimilent à la communauté anglophone plutôt que d’exposer plus de francophones à l’ « hérésie » protestante, et les prêtres romains imposaient de la chaire le rejet et l’exclusion des protestants francophones de tout cercle social.

##### Du deuxième Concile du Vatican jusqu'à aujourd'hui
Le 7 décembre 1965, le deuxième Concile du Vatican, dans sa déclaration Dignitatis humanae, reconnaît officiellement le droit à la liberté religieuse.
Cette déclaration provoqua la Fraternité sacerdotale Saint-Pie-X à condamner la liberté religieuse dans le sens interconfessionnel du terme en déclarant :
```
« La liberté religieuse fut condamnée par le pape Grégoire XVI (1830-1846) dans l’encyclique Mirari vos du 15 août 1832, puis par le pape Pie IX (1846-1878) dans l’encyclique Quanta cura du 8 décembre 1864. La déclaration Dignitatis humanae sur la liberté religieuse contredit explicitement l’enseignement de la Tradition antérieure. »
[
83
]
.
```

La Société Saint-Pie-X établit une présence au Canada depuis.
La foi chrétienne jouit toujours d'un statut quasi officiel au Canada où la Pâques et Noël demeurent des jours fériés statuaires à travers le pays.
Quoique certains Canadiens français critiquent spécifiquement le statut officiel de la Pâques et Noël comme imposant un calendrier chrétien aux non chrétiens, peu de Canadiens français de confessions non chrétiennes critiquent le principe d’un statut quasi officiel pour la religion chrétienne au Canada. Ils critiquent toutefois l’incongruité de ce statut au Québec qui, d’un côté, promeut les symboles chrétiens de l’État et, de l’autre côté, interdit la pratique religieuse personnelle et même du port de vêtements ou d’accessoires non religieux qu’une personne ignorante pourrait présumer religieux, tel que dans le cas du port de couvre-chefs de styles moyen-orientaux pour des raisons non liées à la religion.
Aujourd’hui, le clergé de l’Église romaine promeut activement le dialogue et la prière interconfessionnels.
Car plusieurs laïques de l’Église romaine résistent toujours à la liberté religieuse et le dialogue et la prière interconfessionnels, l’Église romaine du Québec fait des efforts pour les éduquer à cet égard.

#### La foi protestante
Avant la cession des territoires de la Nouvelle France sur le continent nord-américain à l'Angleterre, le roi de France interdit la « RPR » (« religion prétendue réformée ») par l’Édit de Fontainebleau.
Cependant, car plusieurs commerçants et marins marchands sur lesquels la Nouvelle France dépendait professaient la foi protestante, les puissances séculières de la Nouvelle France sur le continent nord-américain toléraient officieusement parfois les adeptes de la « RPR » selon les exigences économiques.
Suivant la cession des territoires de la Nouvelle France sur le continent nord-américain à l'Angleterre, le roi d'Angleterre conféra la liberté religieuse aux francophones de confession protestante et le protestantisme francophone de l'Amérique du Nord témoigna un réveil par la suite.
Le curé romain farouchement antiprotestant né à Kamouraska puis devenu pasteur protestant aux Canadiens à St Anne, dans l’Ilinois aux États-Unis, Charles Chiniquy, contribue de manière importante en menant les canadiens de sa paroisse romaine au protestantisme et en écrivant des livres critiquant la corruption qu'il témoigna au sein de l’Église romaine tels que son livre Le Prêtre, la femme, et le confessionnal, et Cinquante ans dans l'église romaine qu’on traduisit en plusieurs langues.
Prospère Ledoux (née Tétrault) décrit ses expériences de conversion vers le protestantisme comme suit en 1896 :
« Mon mari serait irrité si en devenant protestante j’étais obligée de quitter l’école, ne gagnant plus d’argent pour payer nos dettes[…]
« J’allais aux cultes protestants à une distance de quatre milles, ce qui n’était pas facile parce que nous rencontrions les catholiques qui s’en allaient à la messe et qui nous lançaient toutes sortes d’injures. »
De telles expériences contribuèrent à l’assimilation de protestants canadiens français vers la communauté anglophone.
La communauté catholique romaine canadienne française tolère plus ses compatriotes de confession protestante depuis la déclaration Dignitatis humanae sur la liberté religieuse à la mesure qu’elle tourne ses attaques vers ses compatriotes de confession ou de ressemblance musulmane.
Aujourd’hui, plusieurs Canadiens français de toutes confessions refusent toujours d’assister aux cultes protestants non par sentiments antiprotestants mais plutôt par souci d’un environnement acoustique pouvant atteindre des niveaux sonores nuisibles à la santé auditive,.
Le remplacement des psautiers protestants scripturaires par des hymnaires  extrascripturaires (et parfois doctrinalement douteuses) pour chaque dénomination commençant au XIXe siècle, ensemble avec la pratique d’inviter ou de demander à tous de chanter ensemble, contribue lui aussi parfois à la méfiance de protestants et de non chrétiens invités aux cultes d’autres dénominations protestantes,,.
Certaines dénominations surmontent ces obstacles en imposant des limites sécuritaires à l’amplification des niveaux sonores et en se retournant vers les anciens psautiers.
La disponibilité d’une traduction protestante française depuis la Bible d’Olivétan, l’encouragement des institutions protestantes de la lecture et de la compréhension personnelles de la Bible, et les enseignements de la Bible sur la liberté religieuse influencent fortement les croyances protestantes sur la liberté religieuse et les relations interconfessionnelles :
38. Alors Jean prit la parole, et dit : Maître, nous avons vu quelqu`un qui chassait les démons en ton Nom, et qui pourtant ne nous suit point; et nous l`en avons empêché, parce qu`il ne nous suit point. 39. Mais Jésus leur dit : ne l`en empêchez point; parce qu`il n`y a personne qui fasse un miracle en mon Nom, qui aussitôt puisse mal parler de moi. 40. Car qui n`est pas contre nous, il est pour nous.
Marc 9:38-40
21. Quand Jésus eut dit ces choses, il fut ému dans son esprit, et il déclara, et dit : en vérité, en vérité je vous dis, que l`un de vous me trahira. 22. Alors les Disciples se regardaient les uns les autres, étant en perplexité duquel il parlait. 23. Or un des Disciples de Jésus, celui que Jésus aimait, était à table en son sein; 24. Et Simon Pierre lui fit signe de demander qui était celui dont [Jésus] parlait. 25. Lui donc étant penché dans le sein de Jésus, lui dit : Seigneur, qui est-ce? 26. Jésus répondit : c`est celui à qui je donnerai le morceau trempé; et ayant trempé le morceau, il le donna à Judas Iscariot, [fils] de Simon. 27. Et après le morceau, alors Satan entra en lui; Jésus donc lui dit : fais bientôt ce que tu fais.
Jean 13:21-27

##### L’Église adventiste du septième jour
Le livre Le Ministère évangélique, écrit par Ellen G. White (cofondatrice de l’Église adventiste du septième jour) et qui parut en anglais pour la première fois en 1892 consacra son dixième chapitre à la liberté religieuse dans le sens interconfessionnel du terme. Ces paroles encouragent les Adventistes du septième jour canadiens français à promouvoir l’harmonie au sein de leurs communautés interconfessionnelles aujourd’hui.

#### La foi musulmane
Plusieurs Catholiques romains aujourd’hui assimilent a priori les Canadiens français de confession musulmane  à des immigrants dans un sens péjoratif du terme que la communauté catholique romaine doit réassimiler à leur « pays d’accueil ».
Il y avait pourtant, en 2001, entre 4000 à 5000 musulmans Québécois de souche, selon les données du chercheur Frédéric Castel, de l’UQAM. Ce chiffre n'inclut pas les musulmans canadiens français non québécois.
Au moins un organisme musulman, l’Association québécoise des convertis, aide les Canadiens français de confession musulmane à s’adapter à leur nouvelle communauté d’accueil.
Les lois du Canada permettant aux Canadiens français de lire le coran traduit en français et de le comprendre par leur propre connaissance et non par celle des clercs leur permet à mieux comprendre ses enseignements sur les relations interconfessionnelles, telles que :
```
« Point de contrainte en religions. »
```

Coran 2 :257
Leur accès à une traduction du coran en français leur encourage donc à promouvoir l’harmonie au sein de leurs communautés interconfessionnelles.

#### La foi bahá’íe
L'architecte canadien français Louis Bourgeois est devenu bahá’í à New York, au cours de l’hiver 1906-1907. En 1920, un congrès bahá’í retient la maquette de Louis Bourgeois pour un projet de temple bahá’í à Wilmette en Illinois.
Moins de quinze Canadiens français se sont joints à la foi bahá'íe entre 1897 et 1963. Presque tous les premiers croyants du Québec ont découvert la foi ailleurs dans le monde en dehors de la belle province et seulement en 1969, sept Canadiens français sont devenus bahá'ís et plus de Canadiens français devinrent bahá’ís depuis. En 1993, 442 Canadiens français professaient la foi bahá’íe.

#### Les méfiances interconfessionnelles des Canadiens français de l’Ontario
Des Franco-Ontariens de professions non romaines s’opposent parfois au système d’écoles catholiques séparées (qui oblige au gouvernement de financer les écoles catholiques sans financement pour les écoles d’autres confessions) qui contrevient les articles du Pacte international relatif aux droits civils et politiques interdisant la discrimination fondée sur la religion, une discrimination que des catholiques défendent toujours

#### Les méfiances interconfessionnelles des Canadiens français du Québec
L’interdiction officielle de l’Église romaine de la lecture d’écrits religieux non romains et de traductions romaines de la Bible en français, jusqu’à la déclaration Dignitatis humanae sur la liberté religieuse, contribue à une grave ignorance chez des Catholiques romains à l’égard de leurs compatriotes de confessions non chrétiennes, ce qui contribue au rejet et à l’exclusion de ces derniers et leur dissimilation vers d’autres communautés plus accueillantes jusqu’à maintenant.

##### Pratiques diététiques
Quoique des catholiques romains ne ciblent plus autant leurs compatriotes de confessions protestantes et n’ont jamais ciblé, au moins à grande échelle, leurs compatriotes de confession bahá’íe, des catholiques romains se méfient toujours de certaines habitudes diététiques. Par exemple, car l’Église adventiste du septième jour promeut le végétarisme et la consommation de viandes cacher, et les écrits bahá’ís promeuvent le végétalisme par compatissance envers les animaux, certains catholiques romains du Québec, qui perçoivent un régime omnivore comme religieusement  « neutre » , présument a priori la préférence pour un régime végétalien motivée par un refus de s’intégrer dans la société  « québécoise » par demande d’accommodement irraisonnable.
Certains Canadiens français de confession ni juive ni musulmane préfèrent la viande kacher ou halal par compatissance envers les animaux car l’abattage par l’exsanguination faite correctement peut causer moins de souffrance à l’animal, ce qui attire parfois l’islamophobie de leurs compatriotes catholiques romains qui, ignorant une telle motivation, assimilent le refus d’un régime omnivore à un rejet des valeurs  « québécoises ».

##### L’abstinence de l’alcool récréatif
Car les écrit de quelques confessions et le grand livre d’Alcooliques Anonymes promeuvent l’abstinence de toute consommation récréative de l’alcool tandis que plusieurs catholiques romains, habitués à la consommation de l’alcool à la messe, consomment l’alcool et l’utilise même comme ingrédient dans leurs plats, cette promotion peut contribuer à l’isolation des Canadiens français non romains de la  communauté romaine surtout durant les jours fériés de la Pâques et Noël.

##### Les modes vestimentaires
Quoique les écrits de quelques religions n’obligent pas le port de quelque couvre-chef, ils ne l’interdisent pas non plus. Comme résultat, un Canadien français de confession non musulmane ou même un Canadien français irréligieux qui désire porter un kufi ou un foulard comme alternatif plus confortable, convenable, ou esthétiquement agréable qu’une perruque ou une casquette pour couvrir une cicatrice, la calvitie, ou des cheveux courts, pour protéger la tête contre les éléments (y compris contre les allergies solaires), pour des raisons de mode, par revendication des modes européennes de 1950, ou pour  quel qu’autre raison non liée à la religion, cherchera plutôt un alternatif de style plus « québécois » moins confortable, convenable, ou esthétiquement agréable s’il ne veut pas provoquer l’islamophobie de ses compatriotes Catholiques romains qui, ignorant le port du foulard dans leur propre culture, assimilent le port de vêtements ou d’accessoires de styles moyen-orientaux à l’islamisme.

##### L’égalité des sexes et la liberté sexuelle
Certains féministes canadiens français de sentiments anticatholiques, ignorant que les écrits bahá’ís enseignent explicitement l’égalité des sexes (ainsi que l’importance de l’éducation des filles en particulier), que les femmes sont souvent mieux représentées au sein des assemblées spirituelles locales et nationale élues des Bahá’íes du Canada qu’aux conseils municipaux et à l’Assemblée nationale du Québec (et ce par votes libres sans quota sexuel imposé) que la Tunisie (quoique qu’elle reconnaît les mariages polygames contractés légalement à l’étranger pour ne pas rompre des familles déjà établies) interdit la contraction de mariages polygames sur son territoire selon sa compréhension du coran 4 :3 tenant compte du coran 4 :129, qu’une femme figure parmi les cofondateurs de l’Église adventiste du septième jour, que certaines dénominations protestantes permettent l’ordination de clercs féminins et la bénédiction de couples homosexuels, que l’Église unitaire universaliste promeut activement le droit au mariage homosexuel et que presque toutes les religions permettent la contraception, présument a priori que toute institution religieuse enseigne les mêmes lois que l’Église catholique et assimilent donc les adeptes de toutes confessions à des misogynes ou des homophobes, ce qui encourage leurs compatriotes à s’intégrer davantage à leurs communautés religieuses respectives et parfois aux communautés interconfessionnelles aussi pour éviter de tels jugements.

##### Influences religieuses sur l’exogamie ethnolinguistique des Canadiens français
Au moins au Québec, un Catholique romain canadien français, appartenant à la majorité ethnique au sein de sa communauté religieuse et religieuse au sein de sa communauté ethnique, peut tenir pour acquise la facilité de l’endogamie ethnoreligieuse, au moins comparativement à son compatriote de confession non chrétienne appartenant souvent à une minorité religieuse au sein de sa communauté ethnique et ethnique au sein de sa religieuse et qui devra donc souvent choisir, pour des raisons démographiques, l’exogamie ethnique ou religieuse.
Quoique les écrits de certaines religions permettent l’exogamie religieuse, les écrits de quelques grandes religions encouragent au moins implicitement l’exogamie raciale, ce qui est facile pour un Canadien français de confession non chrétienne (au moins comparativement à son compatriote catholique romain). Par exemple, Jésus dit :
14. Vous êtes la lumière du monde ; une ville située sur une montagne ne peut point être cachée. 15. Et on n`allume point la lampe pour la mettre sous un boisseau, mais sur un chandelier, et elle éclaire tous ceux qui sont dans la maison. 16. Ainsi, que votre lumière luise devant les hommes, afin qu`ils voient vos bonnes œuvres, et qu`ils glorifient votre Père qui est aux cieux.
Matthieu 5:14-16
Le coran dit :
« O hommes ! nous vous avons procréés d'un homme et d'une femme ; nous vous avons partagés en familles et en tribus, afin que vous vous connaissiez entre vous. » 
Sourate 49 :13
Bahá’u’lláh écrivit :
« Le jour approche où tous les peuples du monde auront adopté une seule langue universelle et un seul alphabet commun. Lorsque cela sera réalisé, quelle que soit la ville où un homme se rendra, ce sera comme s'il pénétrait dans sa propre demeure. Ces choses sont obligatoires et absolument essentielles. » 
De la Tablette de Maqsud
Ces encouragements peuvent mener à une dissimilation de plusieurs Canadiens français de confessions non catholiques après quelques générations, ce qui contribue au maintien au moins temporaire de la dominance catholique romaine au sein de la communauté canadienne française. Cette tendance encourage certains Catholiques à assimiler les Canadiens français de confessions non chrétiennes aux « autres »,.

#### Contributions littéraires de langue française au dialogue interconfessionnel

##### Contributions protestantes
Presque toutes les églises protestantes ayant remplacé la récitation dévotionnelle de la Bible et les Psautiers scripturaires par la prière improvisée et les hymnaires extrascripturaires depuis le XIXe siècle, la plupart des protestants préfèrent aujourd’hui la précision d’une traduction savante pour ces avantages dans l’étude académique de la Bible. Cependant, certains Canadiens français de confessions non chrétiennes, préférant toujours l’élégance des anciennes traductions littéraires, jouissent de la lecture quotidienne de la Bible de David Martin 1744 jusqu’à maintenant.
Plusieurs bibliothèques et librairies francophones laïques que des adeptes de toutes confessions fréquentent rangent la Bible de Louis Segond 1910 sur leurs étagères.

##### Contributions romaines
Par la fin du XXe siècle, la Bible de Jérusalem gagna rapidement une réputation pour ses qualités littéraires que même des protestants préférèrent aux versions protestantes disponible sur le marcher à l’époque

##### Contributions œcuméniques
Des traductions plus récentes des écrits bahá’ís citent la Traduction œcuménique de la Bible (TOB) là où le texte original cite la Bible.
Plusieurs bibliothèques et librairies francophones laïques que des adeptes de toutes confessions fréquentent rangent la Traduction œcuménique de la Bible (TOB) sur leurs étagères.